# Ágota Sebő
Ágota Sebő (Budapest, 7 marzo 1934) è un'ex nuotatrice ungherese.

## Carriera
Fortemente specializzata nello stile libero, si laureò campionessa continentale sulla distanza dei 400m ai campionati europei di Torino 1954.

## Palmarès
- Europei

Torino 1954: oro nei 400m stile libero e nella 4x100m stile libero.